# Kolobopetalum auriculatum
Kolobopetalum auriculatum är en tvåhjärtbladig växtart som beskrevs av Adolf Engler. Kolobopetalum auriculatum ingår i släktet Kolobopetalum och familjen Menispermaceae. Inga underarter finns listade i Catalogue of Life.